# Smeeton Westerby
Smeeton Westerby è un villaggio e parrocchia civile dell'Inghilterra, appartenente alla contea del Leicestershire.